# Серый морской ёж
Серый морской ёж, или промежуточный стронгилоцентротус (лат. Strongylocentrotus intermedius) — вид иглокожих из класса морских ежей (Echinoidea). Обитает на тихоокеанском мелководье от южной части Охотского моря до Японского моря. В Японии ведётся промышленный сбор этих ежей: их половые железы, ошибочно называемые икрой, используют в пищу. Может давать гибриды с морским ежом Mesocentrotus nudus.

## Внешний вид
Панцирь серого морского ежа по форме близок к шару, однако сплющен с обращённого к субстрату (орального) полюса. Диаметр половозрелой особи — 30—35 мм.
У самых крупных экземпляров диаметр панциря достигает 8 см, а масса — более 160 г. Окраска панциря и игл варьирует в широких пределах: описаны фиолетовые, коричневые, красные и зелёные тона.

## Жизненный цикл

### Размножение
При избытке пищи (в условиях эксперимента) молодь может достичь половой зрелости в течение года после оседания. Однако, как правило, в естественных популяциях репродуктивный возраст составляет около двух лет (при общей продолжительности жизни — 6—10 лет).
Поскольку промышленный интерес представляют только ежи со зрелыми половыми железами, во второй половине XX века цикл размножения серого морского ежа был изучен довольно подробно. В ходе этих исследований было выявлено, что в разных частях ареала нерест происходит в разное время. В частности, в Охотском море репродуктивный сезон длится с июня по октябрь, в Японском море он приурочен к осени, а на океаническом побережье Хоккайдо обнаружено два периода размножения — весенний и осенний. При этом переселённая в другие акватории молодь сохраняет ритмику размножения, характерную для родителей, что указывает на генетическую закреплённость этой характеристики и вероятность изоляции популяций в пределах ареала вида.

### Развитие
Из яйца выходит двустороннее-симметричная планктонная личинка — эхиноплютеус. Эта стадия существует несколько месяцев и характеризуется максимальной смертностью — 75—95 %. При оседании на субстрат плютеус претерпевает метаморфоз: приобретает ряд новых систем органов и внешнюю радиальную симметрию.

## Среда обитания
Хотя изредка серые морские ежи встречаются в зарослях морских трав и на песчаном дне, наиболее типичный биотоп для этого вида — россыпи камней и валунов на мелководье. При этом молодые ежи концентрируются среди мелких камней (около 30 см в диаметре) и по мере роста перемещаются в участки с более крупными.
Максимальная зарегистрированная плотность поселения в таких биотопах составляет 55 особей на м². С начала восьмидесятых годов обилие этого вида в Японии значительно сократилось и не превышает 9 экз./м². Предполагаемые причины — изменение гидрографических условий и интенсивный промысел. В настоящее время серый морской ёж обилен только в Охотском море.

## Питание
Молодые ежи питаются плёнками микроскопических водорослей на поверхности камней и скапливающимся на них детритом. Основу рациона более крупных особей составляют макрофиты, преимущественно, бурые водоросли. Эксперименты по удалению серых морских ежей с участков дна показали, что они способны в значительной степени контролировать обилие бурой водоросли Laminaria ochotensis.